# Lithothamnion brasiliense
Lithothamnion brasiliense Foslie, 1900  é o nome botânico  de uma espécie de algas vermelhas  pluricelulares do gênero Lithothamnion, subfamília Melobesioideae.
- São algas marinhas encontradas no Brasil.

## Sinonímia
- Não apresenta sinônimos.